# Taron Egerton

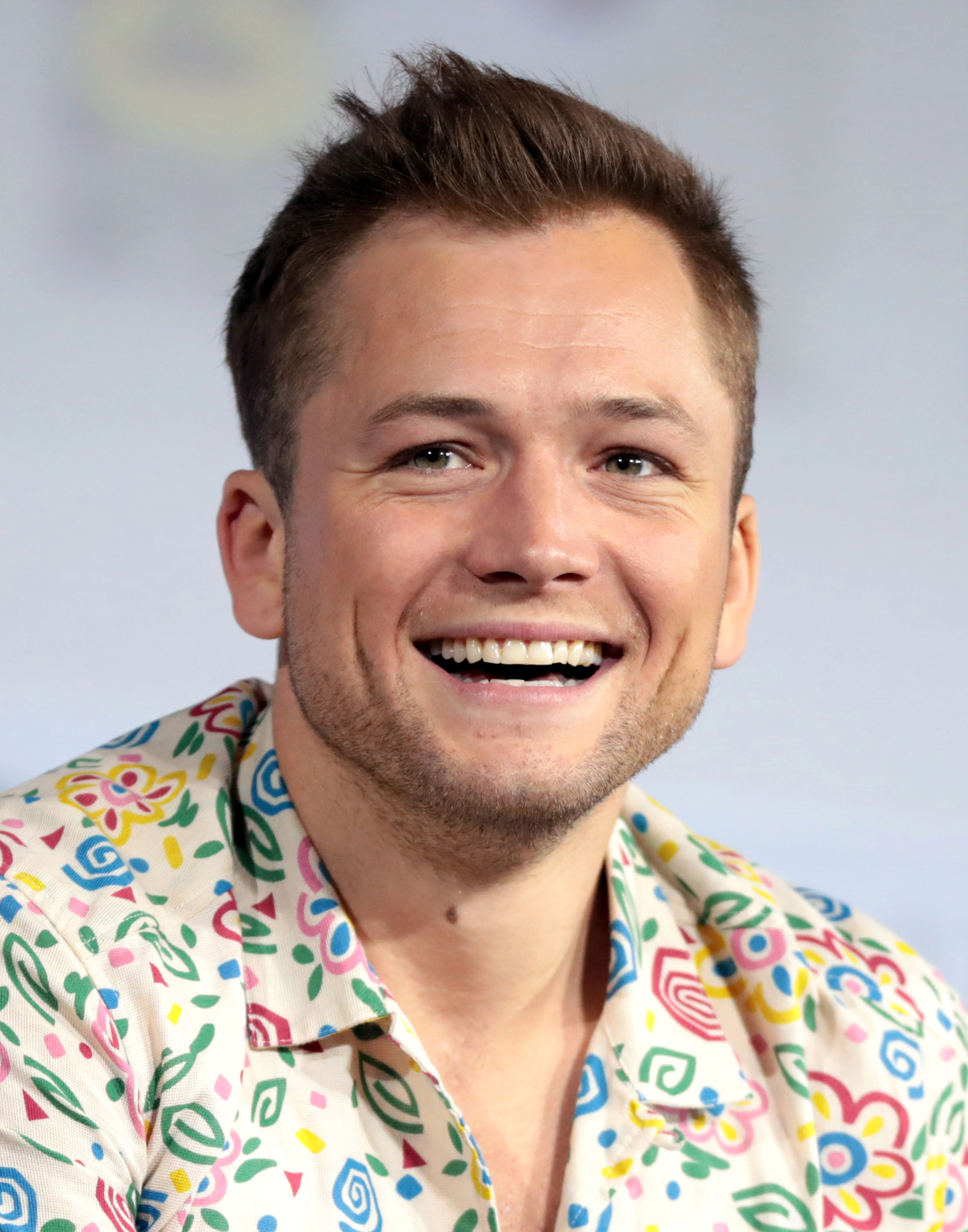
Taron Egerton, 2019

Taron David Egerton (* 10. November 1989 in Birkenhead) ist ein britischer Schauspieler. Er wurde durch seine Hauptrollen in Kingsman: The Secret Service (2014) und Eddie The Eagle (2016) bekannt. 2018 verkörperte er den Titelhelden im Film Robin Hood. In der Filmbiografie Rocketman, für die er mit dem Golden Globe Award ausgezeichnet wurde, spielte er 2019 den Musiker Elton John.

## Leben
Taron Egerton wurde 1989 im englischen Birkenhead geboren und wuchs im walisischen Llanfairpwllgwyngyll auf. Später zog er mit seiner Mutter nach Aberystwyth. Er besuchte die Ysgol Penglais Comprehensive School. Anschließend begann er seine Schauspielausbildung an der Royal Academy of Dramatic Art in London, die er 2012 abschloss.
Egerton absolvierte sein Schauspieldebüt 2013 mit einer kleinen Rolle als Liam Jay in zwei Episoden von Lewis – Der Oxford Krimi. Später wurde er Hauptdarsteller der Sky-1-Fernsehserie The Smoke, in der er acht Folgen lang die Rolle des Dennis „Asbo“ Severs spielte. Bekannt wurde er 2014 an der Seite von Colin Firth in der Actionkomödie Kingsman: The Secret Service in der Rolle des Gary „Eggsy“ Unwin. Ebenfalls 2014 war er neben Alicia Vikander und Kit Harington in dem Film Testament of Youth, basierend auf dem gleichnamigen Roman, zu sehen. Für Kingsman erhielt er 2015 einen Empire Award als Bester Newcomer.
2015 verkörperte er in Brian Helgelands Thriller Legend die kleine Rolle des Edward Smith, des psychopathischen Freundes und Geliebten von Gangsterlegende Ronnie Kray. Ab März 2015 drehte Egerton Eddie the Eagle – Alles ist möglich, in dem er Michael Edwards spielt, den ersten Skispringer, der für Großbritannien bei den Olympischen Winterspielen 1988 startete. An seiner Seite ist Hugh Jackman als Edwards Skilehrer Bronson Peary zu sehen. Seine Premiere hatte der Film im Januar 2016 beim Sundance Film Festival.
Im September 2017 startete Kingsman: The Golden Circle, die Fortsetzung von Kingsman: The Secret Service, in der Egerton erneut die Hauptrolle des Eggsy Unwin übernahm. Es folgte 2018 die Titelrolle in Robin Hood. Im Oktober 2018 veröffentlichte Paramount den ersten Trailer für Dexter Fletchers Biopic Rocketman, in dem Egerton die Pop-Legende Elton John verkörpert. Der Film feierte im Rahmen der 72. Filmfestspiele Cannes 2019 Premiere. Für seine Darstellung wurde er bei den Golden Globe Awards 2020 in der Kategorie Bester Hauptdarsteller – Komödie/Musical ausgezeichnet. 2018 wurde Egerton Mitglied der Academy of Motion Picture Arts and Sciences.

## Filmografie
- 2012: Pop (Kurzfilm)
- 2013: Hereafter (Kurzfilm)

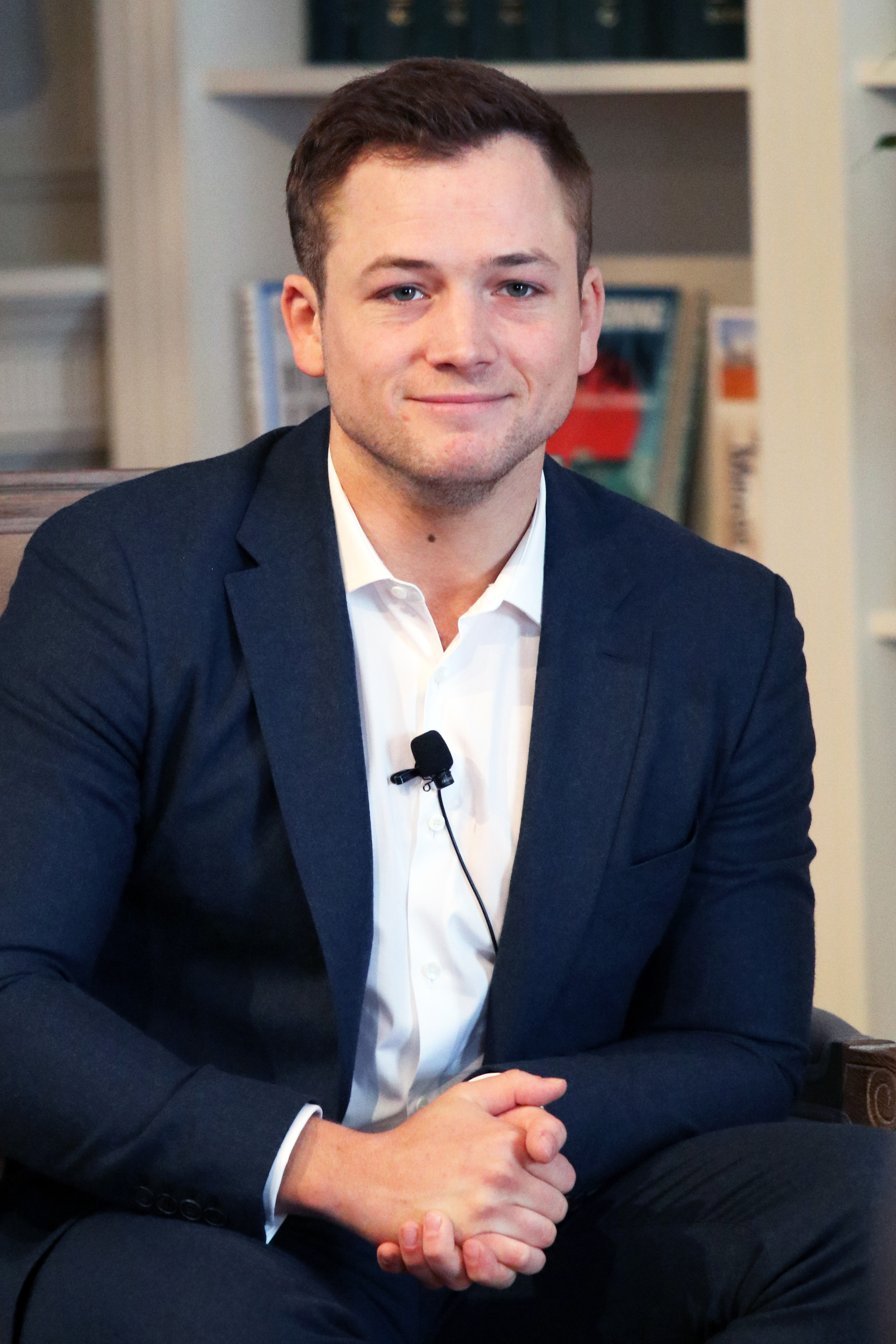
Egerton, März 2018

- 2013: Lewis – Der Oxford Krimi (Lewis, Fernsehserie, zwei Episoden)
- 2014: The Smoke (Fernsehserie, acht Episoden)
- 2014: Testament of Youth
- 2014: Kingsman: The Secret Service
- 2015: Legend
- 2016: Eddie the Eagle – Alles ist möglich (Eddie the Eagle)
- 2016: Sing (Stimme)
- 2017: Kingsman: The Golden Circle
- 2018: Billionaire Boys Club
- 2018: Robin Hood
- 2018: Unten am Fluss (Watership Down, Fernsehserie, 4 Episoden, Stimme)
- 2019: Rocketman
- 2019: Der dunkle Kristall: Ära des Widerstands (The Dark Crystal: Age of Resistance, Fernsehserie, 10 Episoden, Stimme)
- 2019–2020: Moominvalley (Fernsehserie, 26 Episoden, Stimme)
- 2021: Sing – Die Show deines Lebens (Sing 2, Stimme)
- 2022: In with the Devil (Black Bird, Miniserie, 6 Episoden)
- 2023: Tetris
- 2024: Carry-On
- 2024: Sing: Thriller (Stimme)
- 2025: Smoke (Miniserie, 9 Folgen)

## Diskografie
- 2019: I’m Still Standing (UK: Gold)[4]
- 2021: A Sky Full of Stars (UK: Silber)

## Musikvideos
- 2015: Lazy Habits – The Breach

## Auszeichnungen
Golden Globe Award
- 2020: Bester Hauptdarsteller – Komödie/Musical für Rocketman
- 2023: Nominierung als Bester Hauptdarsteller – Mini–Serie oder TV–Film für In with the Devil

Emmy
- 2023: Nominierung als Bester Hauptdarsteller in einer Miniserie oder Fernsehfilm für In with the Devil

British Academy Film Award
- 2016: Nominierung für den Rising Star Award
- 2020: Nominierung als Bester Hauptdarsteller für Rocketman

British Academy Television Award
- 2023: Nominierung als Bester Hauptdarsteller für In with the Devil

Screen Actors Guild Award
- 2020: Nominierung als Bester Hauptdarsteller für Rocketman
- 2023: Nominierung als Bester Hauptdarsteller in einer Miniserie oder einem Fernsehfilm für In with the Devil

Saturn Award
- 2016: Nominierung als Bester Hauptdarsteller für Kingsman: The Secret Service

Satellite Award
- 2019: Bester Hauptdarsteller – Komödie/Musical für Rocketman

Critics’ Choice Super Awards
- 2024: Nominierung als Bester Hauptdarsteller in einem Superheldenfilm für Tetris
- 2025: Nominierung als Bester Hauptdarsteller in einem Actionfilm für Carry On

Empire Award
- 2015: Beste Neuentdeckung für Kingsman: The Secret Service